# Sommer-Bohnenkraut
Das Sommer-Bohnenkraut (Satureja hortensis), auch Gartenbohnenkraut, Echtes Bohnenkraut, Pfefferkraut, Gartensaturey, Saturei, Sodarei und Kölle sowie Wurst-, Beizkraut (österr. Beizkräutel)  genannt, ist eine Pflanzenart aus der Gattung Bohnenkräuter (Satureja) innerhalb der Familie der Lippenblütengewächse (Lamiaceae).  Die angenehm würzig duftende einjährige Pflanze ist im mittleren und östlichen Mittelmeerraum, in der Schwarzmeer- und der Kaukasusregion sowie in Kasachstan und Xinjiang beheimatet. Sie wird seit der Antike als Heil- und Gewürzpflanze verwendet.

## Beschreibung

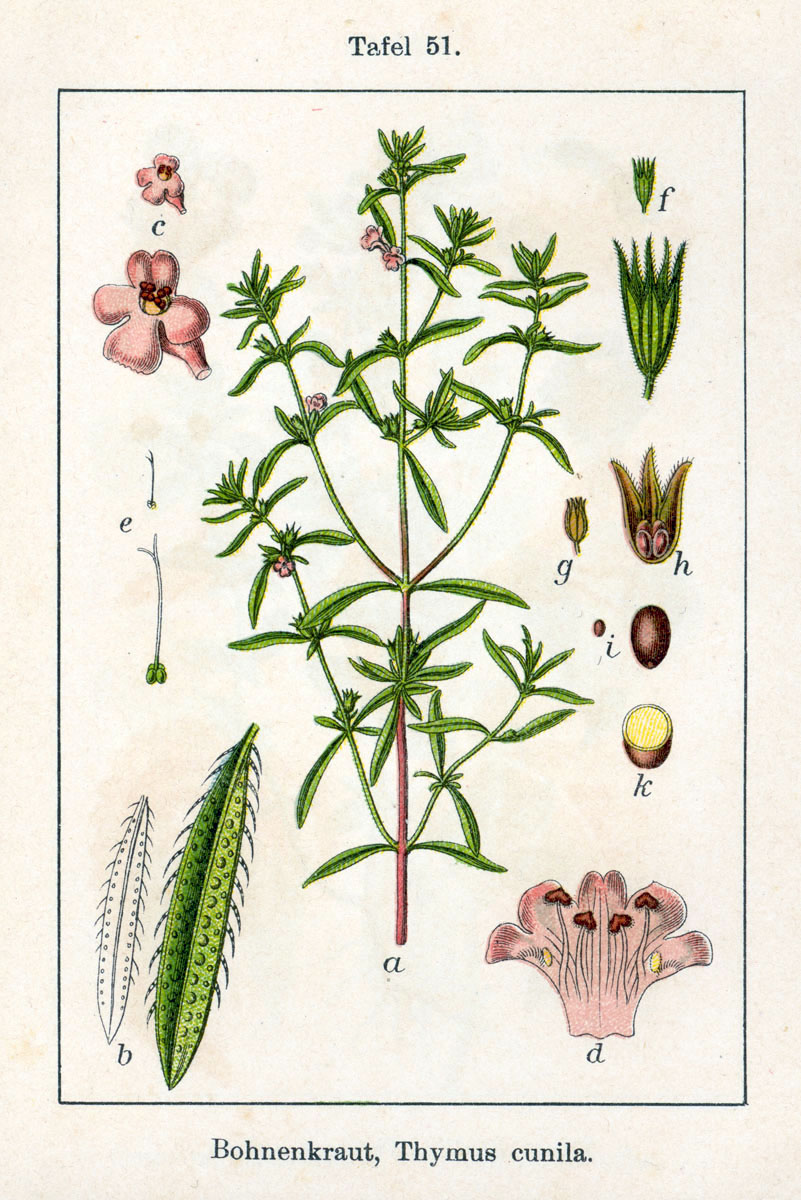
Illustration von Jacob Sturm

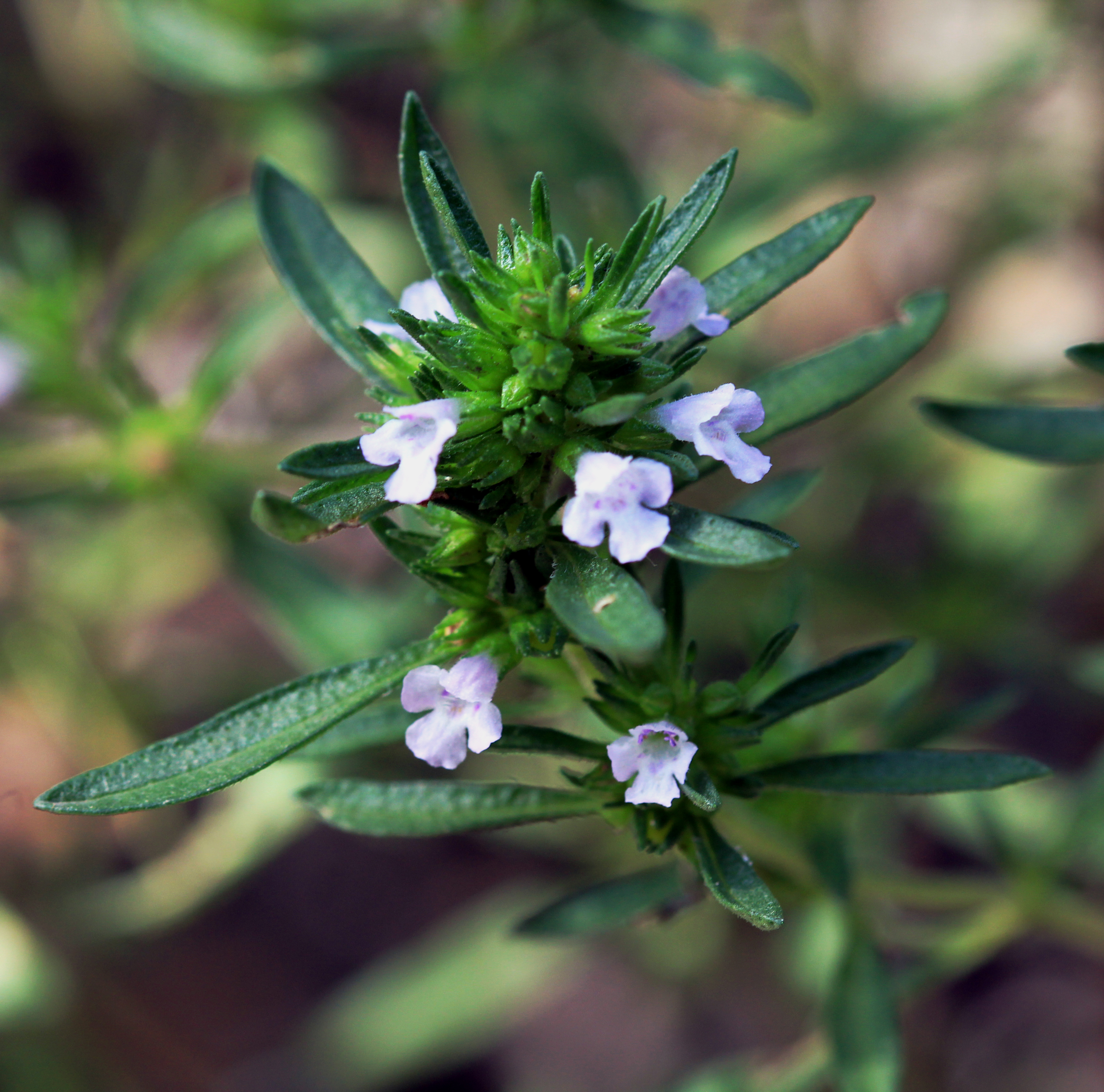
Oberster Teil des Stängels mit Blüten

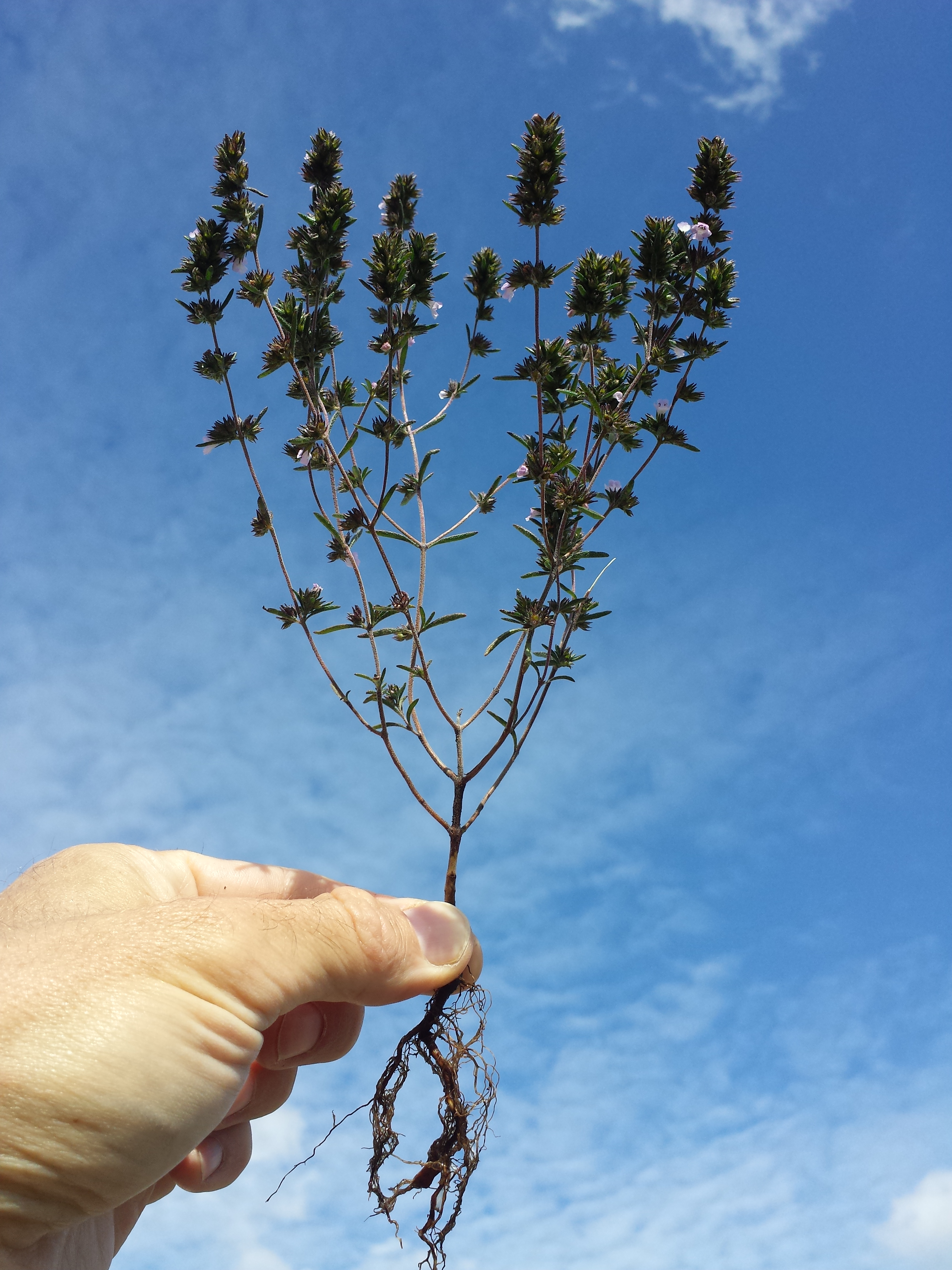
Unter- und oberirdische Pflanzenteile

### Vegetative Merkmale
Das Sommer-Bohnenkraut ist eine buschig verzweigte, einjährige, krautige Pflanze. Es wird eine starke Hauptwurzel gebildet. Die oberirdischen Pflanzenteile sind feinflaumig behaart. Die aufrechten, vierkantigen, violett überlaufenen, in den unteren Partien verholzenden Stängel sind bis 30 Zentimeter lang, bei manchen Sorten bis 60 Zentimeter. Die Laubblätter sind sitzend. Die einfache Blattspreite ist bei einer Länge von bis zu 4 Zentimetern sowie einer Breite von etwa 0,5 Zentimetern linealisch bis lanzettlich, spitz zulaufend, ganzrandig und dunkelgrün, gelegentlich violett überhaucht, schwach behaart mit gewimpertem Rand und Öldrüsen.

### Generative Merkmale
Die Blütezeit reicht von Juli bis Oktober. Der aufrechte, traubige Blütenstand ist aus isolierten Scheinquirlen von jeweils zwei bis fünf (meist fünf) Blüten in den oberen Blattachseln zusammengesetzt. Die Tragblätter sind länger als die Blüten. Neben Pflanzenexemplaren mit zwittrigen gibt es auch welche mit rein weiblichen Blüten (Gynodiözie).
Die Blüten sind zygomorph und fünfzählig mit doppelter Blütenhülle. Der 3 bis 4 Millimeter lange, feinflaumig behaarte Kelch ist fast gleichmäßig fünfzähnig. Die fünf weißen, blass-rosafarbenen bis hellvioletten Kronblätter sind verwachsen. Die zweilappige Krone ist im Schlund kahl und rot punktiert. Die Kronoberlippe ist einfach und fast flach. Die Kronunterlippe ist dreilappig mit vergrößertem Mittellappen. Die vier Staubblätter sind in der Krone eingeschlossen, die beiden oberen sind kürzer als die seitlichen.
Die Klausenfrucht zerfällt in vier Klausen. Die dunkelbraunen Klausen sind bei einer Länge von 1 bis 1,5 Millimetern rundlich bis eiförmig. Das Tausendkorngewicht beträgt 0,5 bis 0,8 g.

### Chromosomensatz
Die Chromosomengrundzahl ist x = 24; es liegt Diploidie mit einer Chromosomenzahl von 2n = 48 vor.

## Ökologie
Blütenökologisch besitzt das Sommer-Bohnenkraut vormännliche „eigentliche Lippenblumen“ mit verborgenem Nektar. Als Bestäuber dienen vor allem Bienen, Hummeln und andere Wildbienen, Wespen, Wollschweber und Schwebfliegen.
Die Diasporen sind die Klausen. Die Ausbreitung der Diasporen erfolgt durch Ameisen (Myrmekochorie).

## Vorkommen
Das Sommer-Bohnenkraut ist ursprünglich im mittleren und östlichen Mittelmeerraum (Italien, Balkan), in der Schwarzmeer- und Kaukasusregion sowie in Kasachstan und Xinjiang verbreitet. Das Sommer-Bohnenkraut besiedelt sonnige Felshänge bis in Höhenlagen von 1900 Metern, Schotterfluren, Küstendünen, Brachland und Straßenränder auf kalkhaltigen Böden. In subtropischen Ländern „flüchtet“ das Sommer-Bohnenkraut gern aus Gartenkulturen und wird Teil der dortigen Ruderalvegetation. Im russischen Teil der osteuropäischen Ebene, in Portugal, Spanien, Frankreich, Indien, Südafrika und Teilen Nordamerikas gilt das Sommer-Bohnenkraut als eingebürgert. In klimatisch günstigen Gegenden Mitteleuropas verwildert sie gelegentlich in der Nähe von Gärten, doch bleibt sie meist unbeständig.
Die ökologischen Zeigerwerte nach Landolt et al. 2010 sind in der Schweiz: Feuchtezahl F = 1+ (trocken), Lichtzahl L = 4 (hell), Reaktionszahl R = 3 (schwach sauer bis neutral), Temperaturzahl T = 4+ (warm-kollin), Nährstoffzahl N = 4 (nährstoffreich), Kontinentalitätszahl K = 4 (subkontinental).

## Verwendung

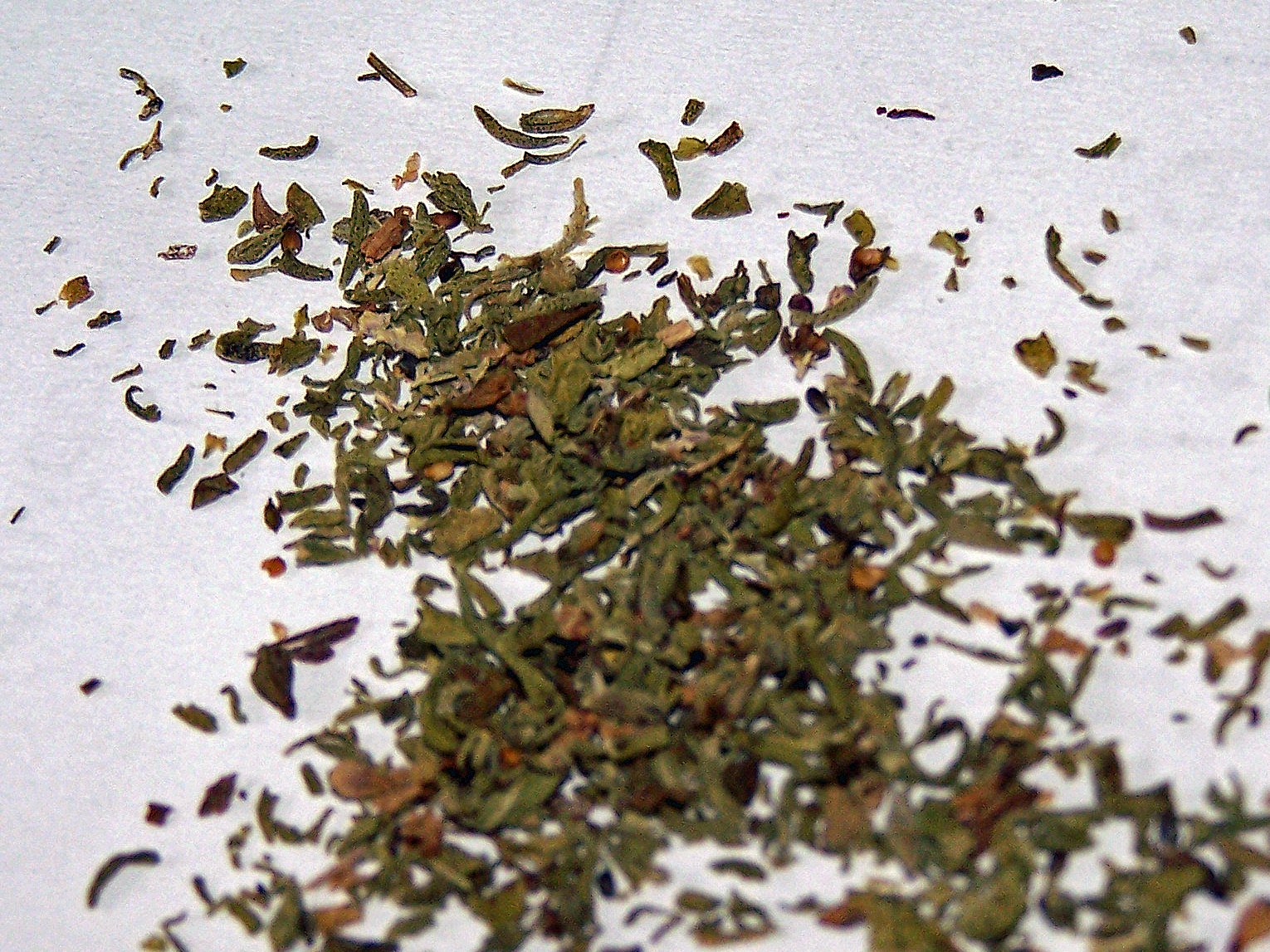
Getrocknete Blätter

### Geschichte und Anbau
Das Sommer-Bohnenkraut ist eine alte Kulturpflanze. Es wurde schon im antiken Italien kultiviert und als Küchenkraut verwendet. Das im 3. oder 4. Jahrhundert erschienene Kochbuch De re coquinaria nennt satureia (Bohnenkraut) in vielen seiner Rezepte. Im frühen Mittelalter brachten wahrscheinlich Benediktinermönche die Pflanze nach Mitteleuropa. In der Landgüterverordnung Capitulare de villis Karls des Großen wurde der Anbau von Bohnenkraut und weiteren 72 Gartenpflanzen auf den kaiserlichen Gütern vorgeschrieben. Im Mittelalter diente Bohnenkraut oft als Ersatz für den teuren Pfeffer. Heute wird die Pflanze weltweit in warmen und warm-gemäßigten Ländern in Gärten und auf Feldern angebaut, in Europa vor allem in Ungarn, Bulgarien und Serbien. Die Pflanze bevorzugt lockeren, stickstoffreichen, mäßig trockenen, kalkreichen Boden in warmen Lagen. Als etwas frostempfindlicher Lichtkeimer wird sie ab Ende April direkt ins Freiland ausgesät. Geerntet wird kurz vor oder während der Blüte.
Sommer-Bohnenkraut ist reich an Vitaminen und Mineralstoffen. Es enthält insbesondere große Mengen an Vitamin B6 und Vitamin C, sowie Eisen, Calcium und Magnesium.
| 100 g Sommer-Bohnenkraut (Satureja hortensis) enthalten durchschnittlich: |        |        |               |        |         |         |           |            |           |
| Energie                                                                   | Wasser | Fett   | Kohlenhydrate | Eiweiß | Eisen   | Calcium | Magnesium | Vitamin B6 | Vitamin C |
| 1139 kJ (272 kcal)                                                        | 9,0 g  | 5,91 g | 68,7 g        | 6,73 g | 37,9 mg | 2130 mg | 377 mg    | 1,81 mg    | 50 mg     |

### Gewürzpflanze
Frisches und getrocknetes Bohnenkraut dient zum Würzen von Bohnengerichten, Hülsenfrüchten, Gemüsegerichten, Pilzen, Eierspeisen, Aufläufen, Füllungen, Marinaden, Salaten und Suppen. In der mediterranen Küche werden auch Fisch, Geflügel und andere Fleischgerichte mit Bohnenkraut gewürzt. Aufgrund der starken Würzkraft wird es sparsam verwendet und erst gegen Ende der Garzeit dazugegeben. Bohnenkraut hat einen würzig-aromatischen, pfeffrig-scharfen Geschmack und wirkt appetitanregend und verdauungsfördernd. Das Kraut harmoniert gut mit anderen mediterranen Kräutern wie Oregano, Rosmarin, Salbei und Thymian und ist Bestandteil vieler Gewürzmischungen, beispielsweise der französischen Mischung Kräuter der Provence und verschiedener bulgarischer Würzmittel mit dem Namen  Tschubritza.

### Heilpflanze
Sommer-Bohnenkraut enthält neben 1,3 bis 4,2 % ätherischem Öl etwa 3,4 % Lamiaceen-Gerbstoffe (insbesondere Rosmarinsäure), wie sie für Lippenblütler typisch sind, zudem verschiedene Flavonoide, Triterpene und Sterole. Die Hauptkomponenten des ätherischen Öls sind die flüchtigen Terpenoide Carvacrol (20–85 %), γ-Terpinen (10–40 %) und p-Cymol (5–30 %). Die Zusammensetzung des Öls ist stark vom Entwicklungsstand und der Herkunft der Pflanzen abhängig. So kann unter Umständen statt Carvacrol Thymol oder α-Terpinen dominieren. Besonders Carvacrol und Cymol verleihen dem Öl eine antibakterielle und entzündungshemmende Wirkung. Rosmarinsäure und die anderen Gerbstoffe wirken antioxidativ. Bohnenkraut wird dennoch nur noch selten schulmedizinisch verwendet. In der Volksmedizin wird der Teeaufguss aus den Blättern und Blüten innerlich als appetitanregendes Getränk und als Mittel gegen Verdauungsstörungen wie Blähungen, Krämpfen und Durchfall eingesetzt, aber auch gegen Husten und Bronchialerkrankungen sowie äußerlich zum Gurgeln bei Halsentzündungen.

### Sonstige Verwendung
Bohnenkrautextrakte werden in der Lebensmittelindustrie zur Herstellung von Gewürzessenzen und zum Aromatisieren von Süßigkeiten und Backwaren verwendet. Die antioxidative Wirkung der Rosmarinsäure und der Flavonoide lässt sich in Form einer 0,1- bis 0,4-prozentigen Lösung des ätherischen Öls nutzen, um die Haltbarkeit von rohem Fleisch zu erhöhen. Das Öl wird auch zur Parfümierung von Cremes, Seifen und Waschmitteln eingesetzt.

## Systematik
Die Erstveröffentlichung von Satureja hortensis erfolgte 1753 durch Carl von Linné in Species Plantarum, Tomus II, S. 568. Der artspezifische Namensteil hortensis bedeutet „im Garten wachsend, Garten-“ und bezieht sich hier auf die traditionelle Nutzung des Bohnenkrauts (lateinisch auch kurz Satureja genannt) als Kulturpflanze. Synonyme Satureja hortensis L. sind Satureja officinarum Crantz, Satureja brachiata Stokes, Satureja pachyphylla K.Koch, Satureja filicaulis Schott ex Boiss. (1879), Clinopodium pachyphyllum (K.Koch) Kuntze, Satureja litwinowii Schmalh. ex Lipsky, Satureja altaica Boriss., Satureja zuvandica D.A.Kapan., Satureja laxiflora subsp. zuvandica (D.A.Kapan.) D.A.Kapan..